# José Jarpa
José Gonzalo Jarpa Bisquert; (Angol, 12 de septiembre de 1905 - Santiago, 29 de noviembre de 1968). Abogado y político conservador chileno. Hijo de Manuel Antonio Jarpa Ureta y Zoila Bisquert. Contrajo matrimonio el 24 de enero de 1932, con María Teresa Cortés Sepúlveda, matrimonio del cual nacieron cinco hijos.
Estudió en el Seminario de Concepción y Derecho en la Universidad de Chile y Católica; juró como abogado el 13 de noviembre de 1928; la tesis se denominó “Algunas consideraciones de las donaciones entre vivos”.
Desde 1930 militó en el Partido Conservador; fue director y presidente de la Asamblea Conservadora de Angol. En 1937 fue secretario de la Intendencia de Malleco.
Se dedicó a las actividades agrícolas y comerciales en Santiago y en Angol; en el quehacer agrícola, también administró fundos.
Fue elegido Diputado, por la 20.ª agrupación departamental de Angol, Collipulli, Traiguén y Victoria (1941-1945), integrando en este período la comisión de Hacienda y la de Educación.